# Лісовиці (Легницький повіт)
Лісовиці (пол. Lisowice) — село в Польщі, у гміні Проховиці Легницького повіту Нижньосілезького воєводства.
Населення — 988 осіб (2011).
У 1975-1998 роках село належало до Легницького воєводства.

## Демографія
Демографічна структура станом на 31 березня 2011 року:
|          | Загалом | Допрацездатний вік | Працездатний вік | Постпрацездатний вік |
| -------- | ------- | ------------------ | ---------------- | -------------------- |
| Чоловіки | 501     | 110                | 352              | 39                   |
| Жінки    | 487     | 81                 | 301              | 105                  |
| Разом    | 988     | 191                | 653              | 144                  |